# Мустоя (ландшафтний заповідник)
Ландшафтний заповідник Мустоя (ест. Mustoja maastikukaitseala; виро Mustuja maastigukaitsõala) — ландшафтна охоронна територія в Естонії, розташована в повіті Вирумаа, волості Сетомаа. Площа заповідної території становить 3488,2 га.
У східній частині заповідної території біля озера Пооганд знаходиться табір, яким керує RMK.

## Історія
За часів Російської імперії на купинах Мустоя розташовувалися спільні пасовиська місцевих сіл, а також царський кавалерійський полігон. Після закінчення Війни за незалежність Сили оборони Естонії почали шукати підходяще місце для літнього полігону і знайшли його поблизу Мустоя, яке було малонаселеним, але добре доступним. Було викуплено землю у місцевих жителів і розпочато будівництво стрільбища Пецері. Через те, що поруч розташована залізниця, у цьому районі також проводилися стрільби бронепоїздів. Пих'ялагер був побудований поблизу Вярски на березі озера Ирсава-Ярв, а Лиуналагер побудований поблизу Пецері в селі Воропі. Тедресоо в центрі тренувального майданчика було осушено за допомогою канавки. На цьому ж полігоні знімали й батальні сцени художнього фільму «Молоді орли».
Після Другої світової війни ця територія захоплена Радянською армією, і місце стало називатися Вярска Полігон. Багато будівель естонської епохи прийшли в занепад, але в деяких місцях також були побудовані нові. На початку 1990-х років тут проводилася масштабна евакуація, після чого територія залишилася порожньою. У 1998 році створено охоронну територію, щоб захистити, серед іншого, рідкісні форми рельєфу (наприклад, горб Мустоя), екосистеми та охоронювані види.

## Галерея

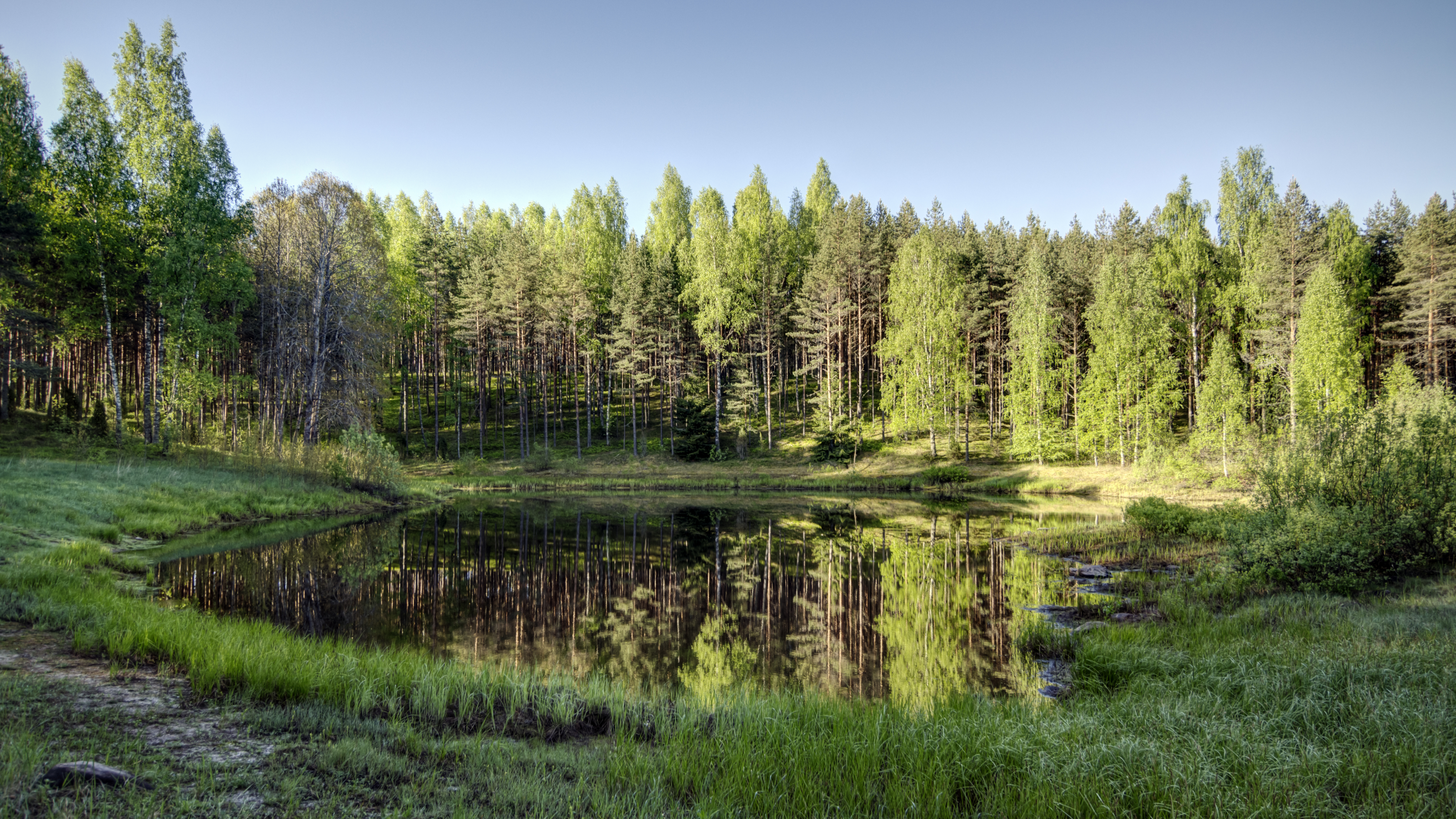
Озеро Пооганд
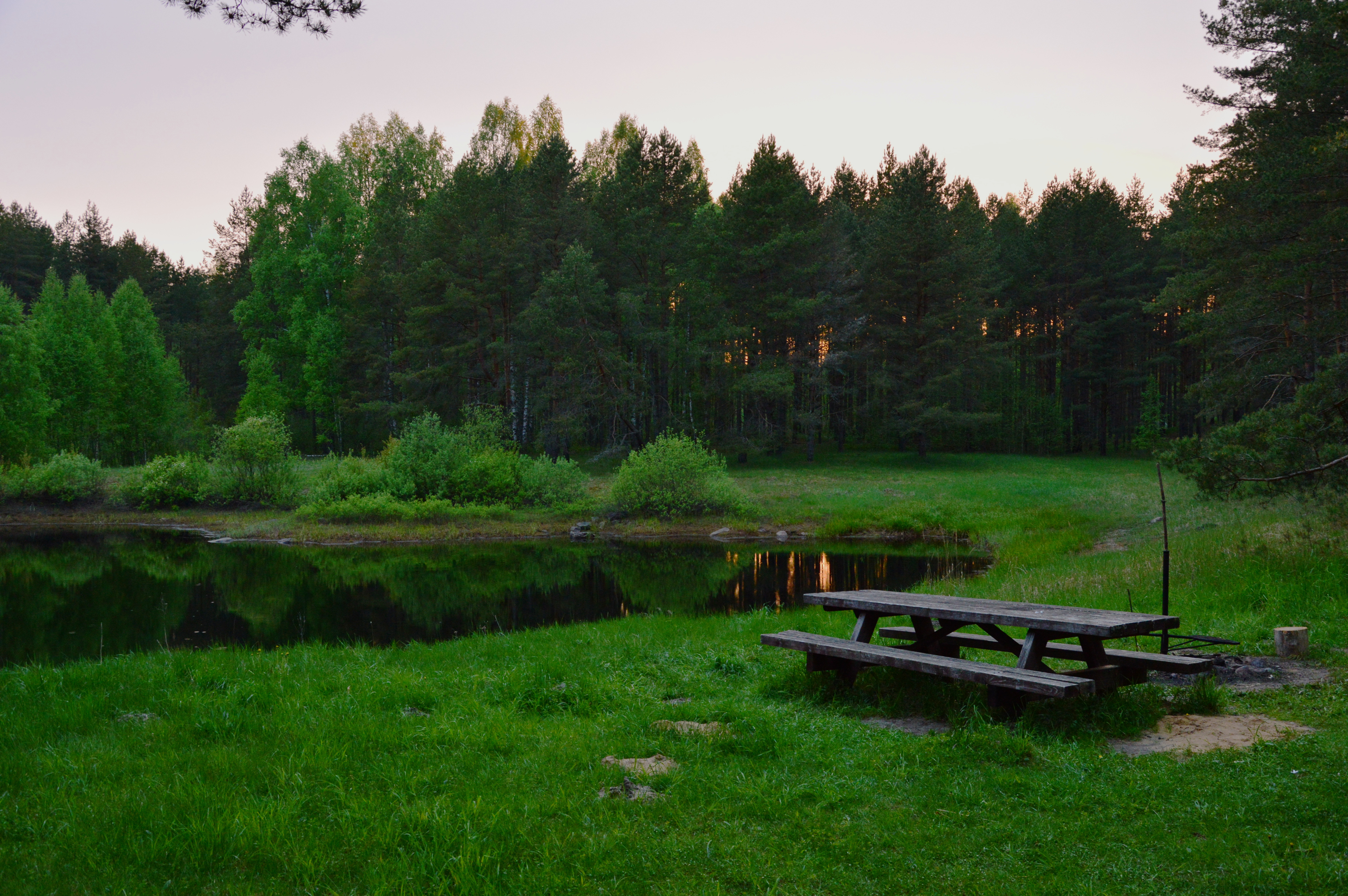
Зона відпочинку на озері Пооганд
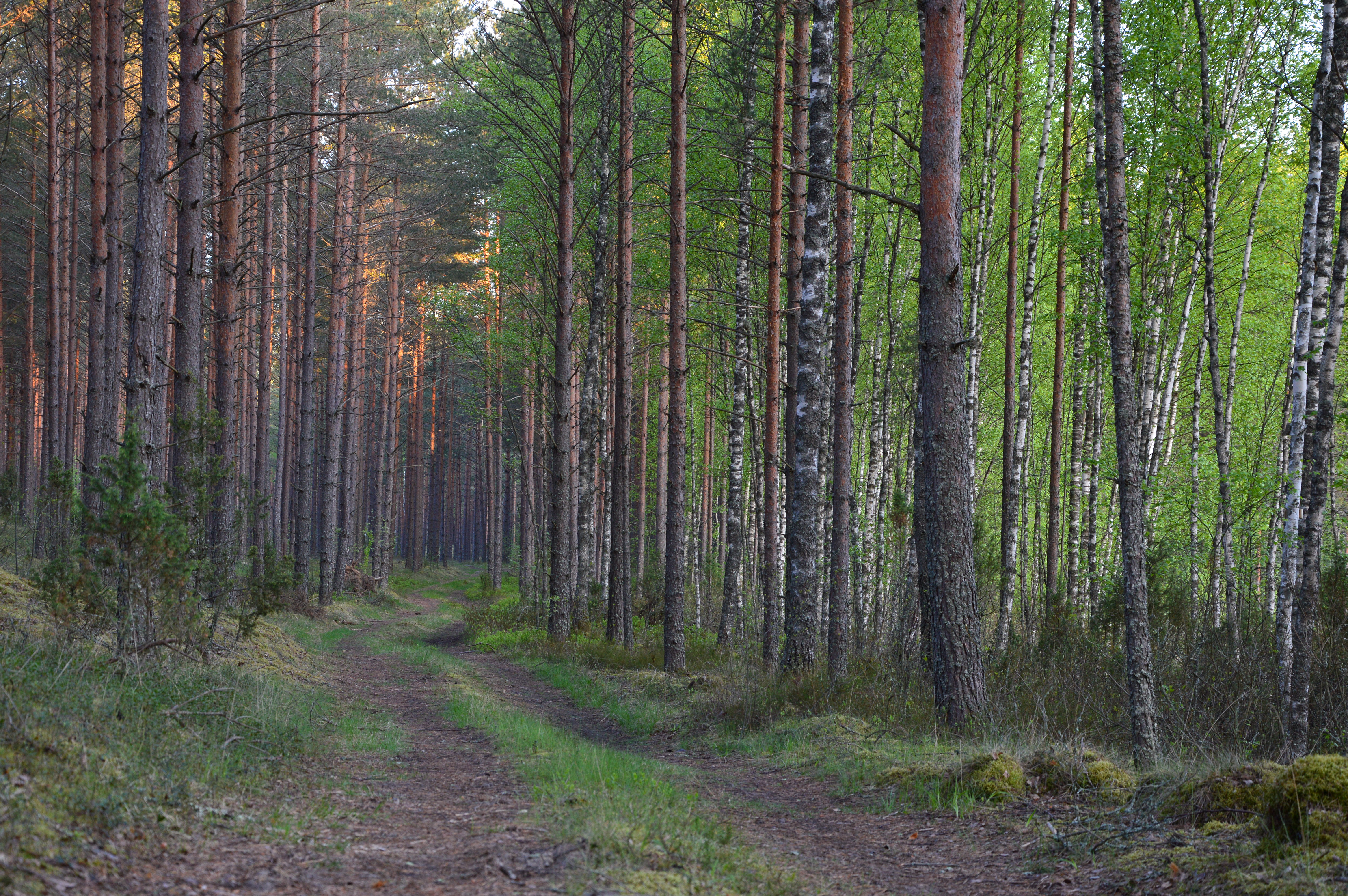
Лісова дорога в заповідній зоні
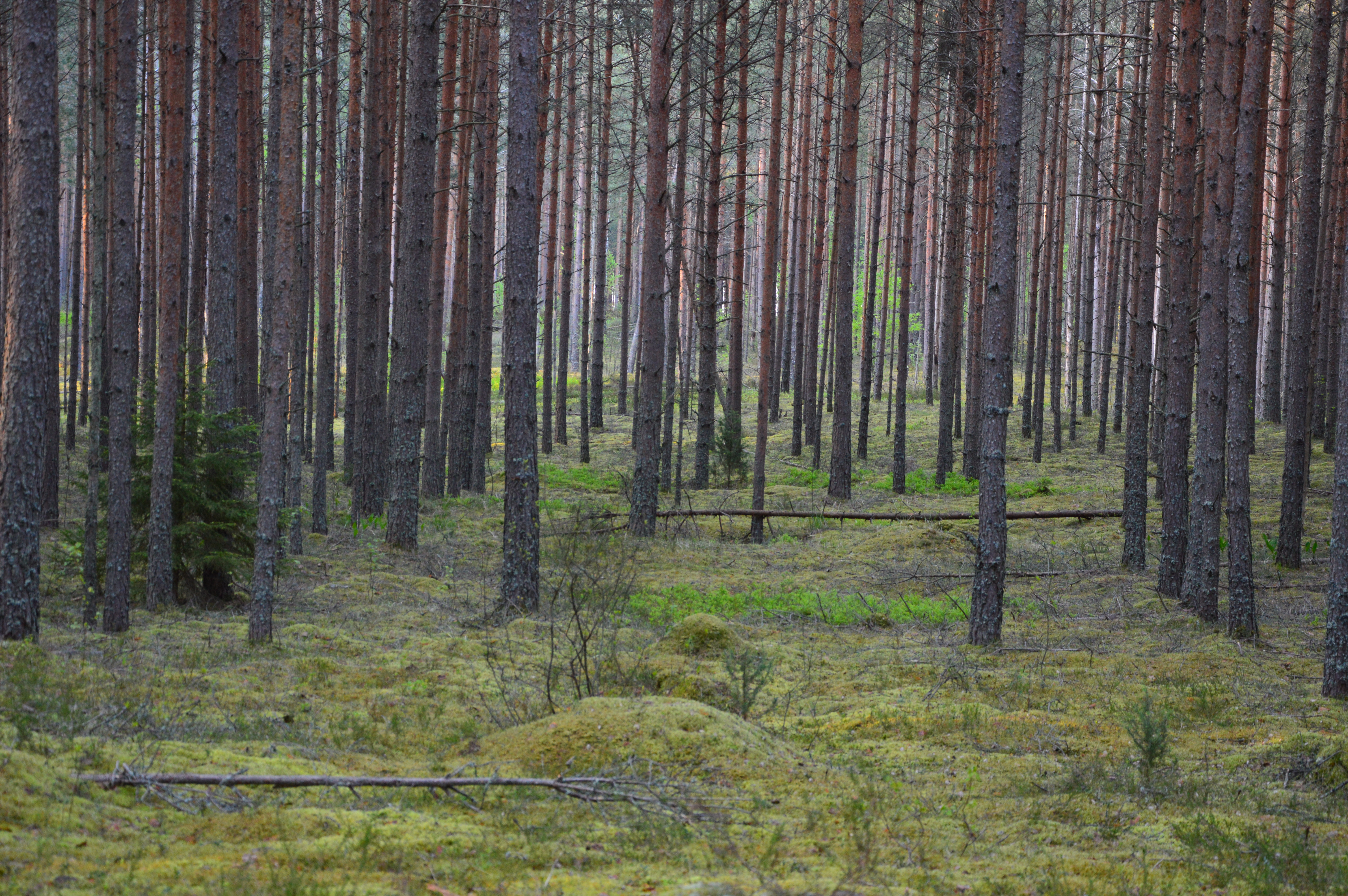
Сосновий ліс в заповідній зоні
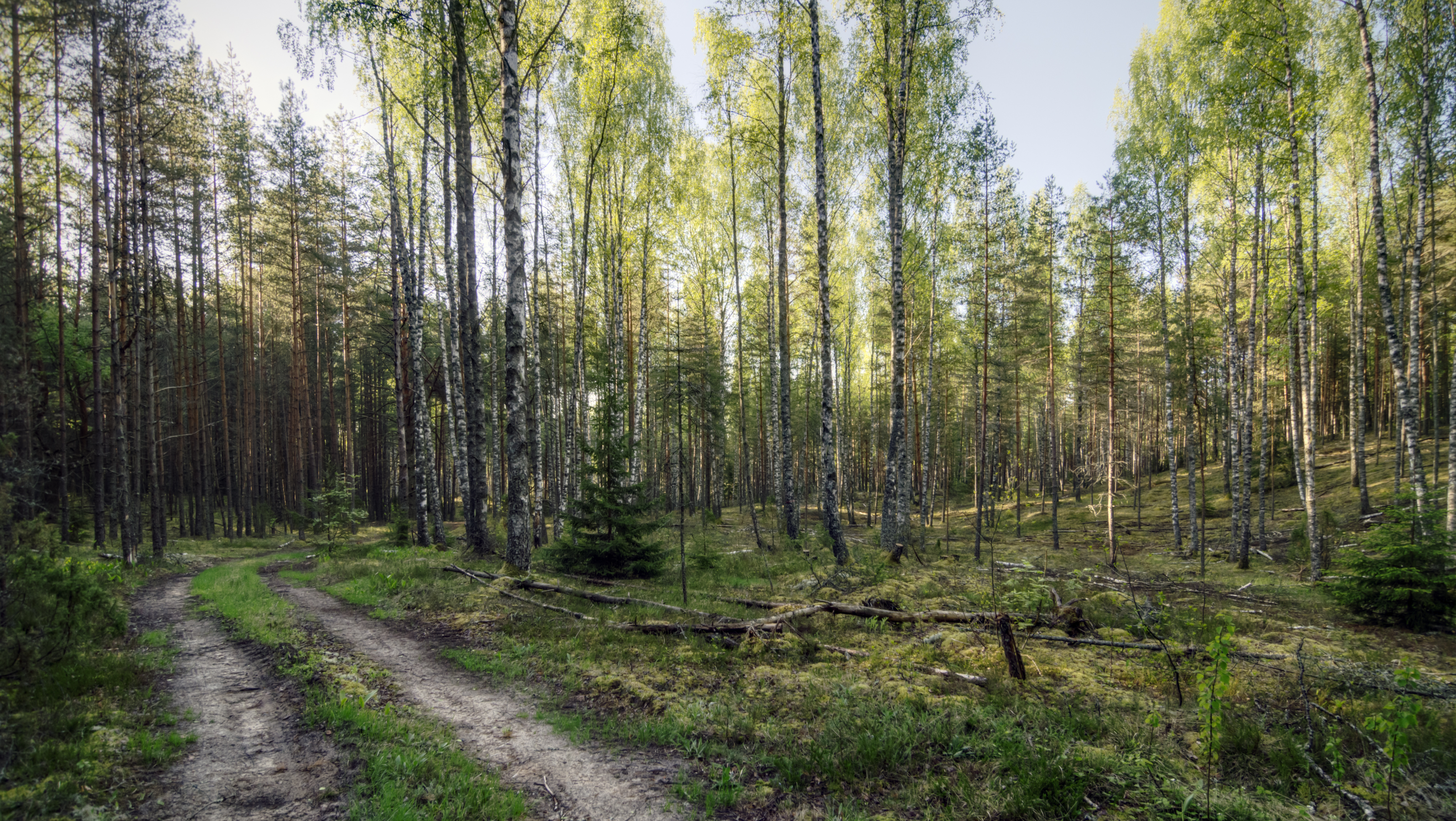
Ландшафтний заповідник Мустоя
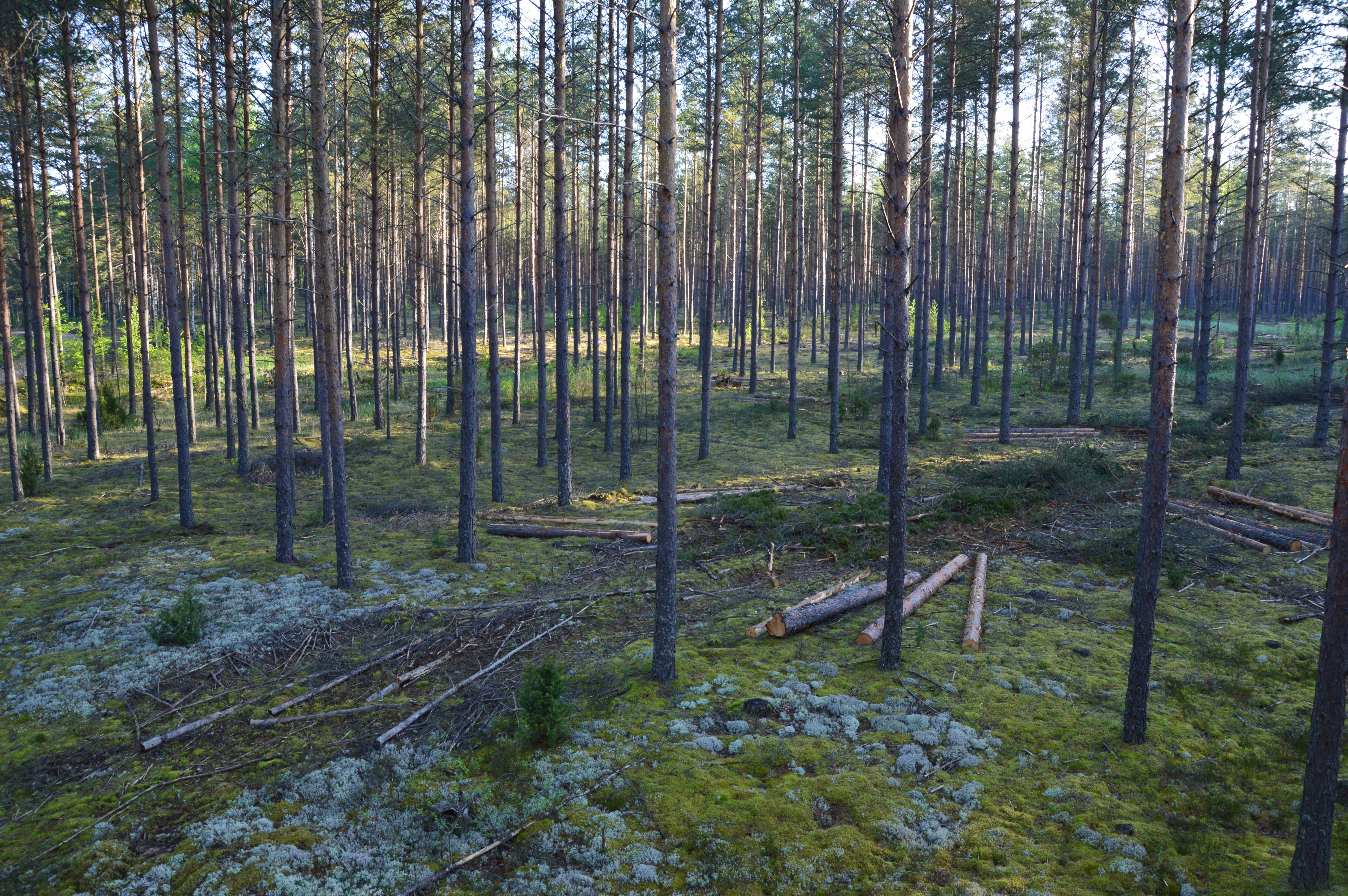
Санітарні рубки
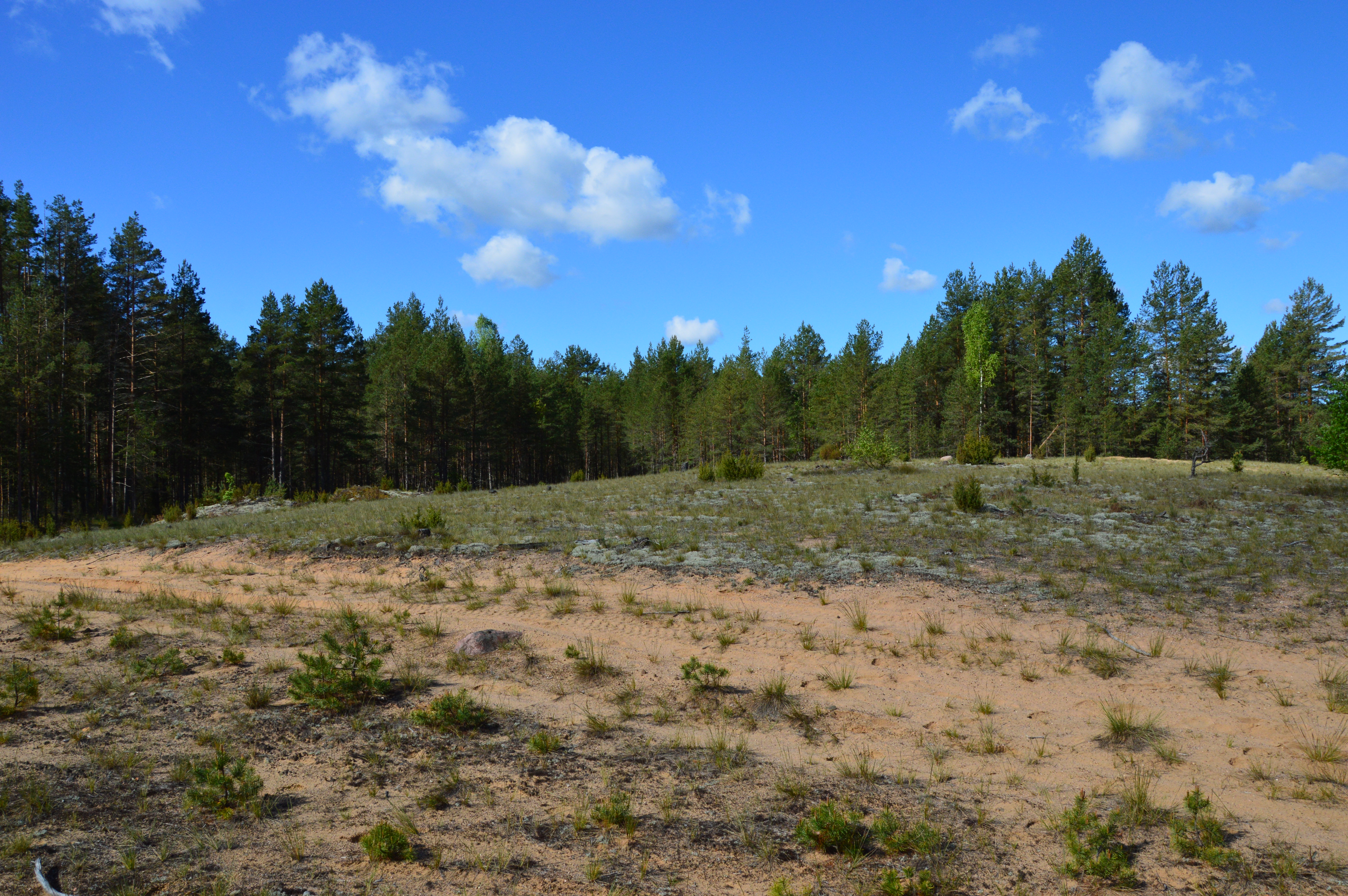
Олов'яний пісок
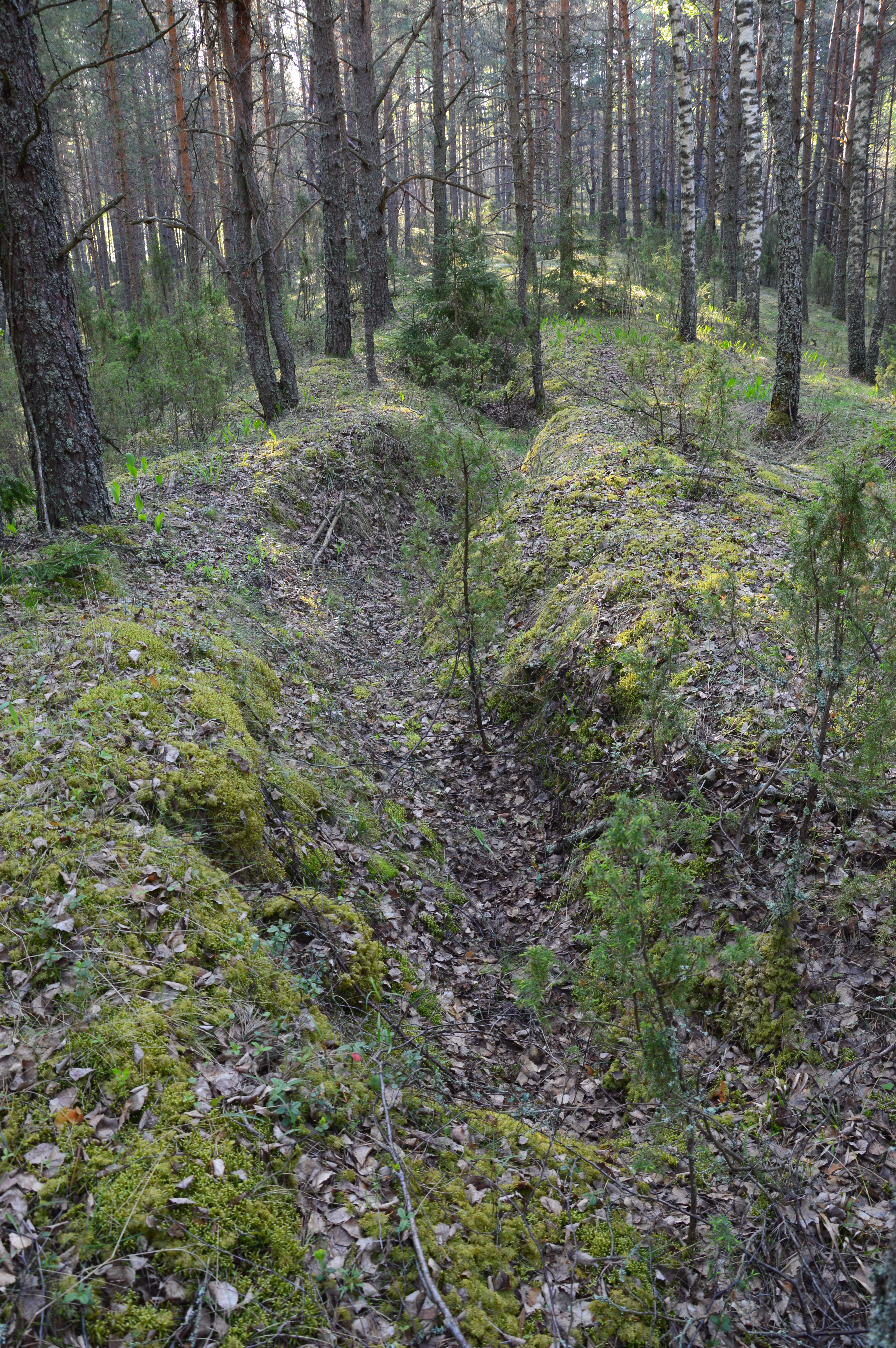
Стара лінія траншеї
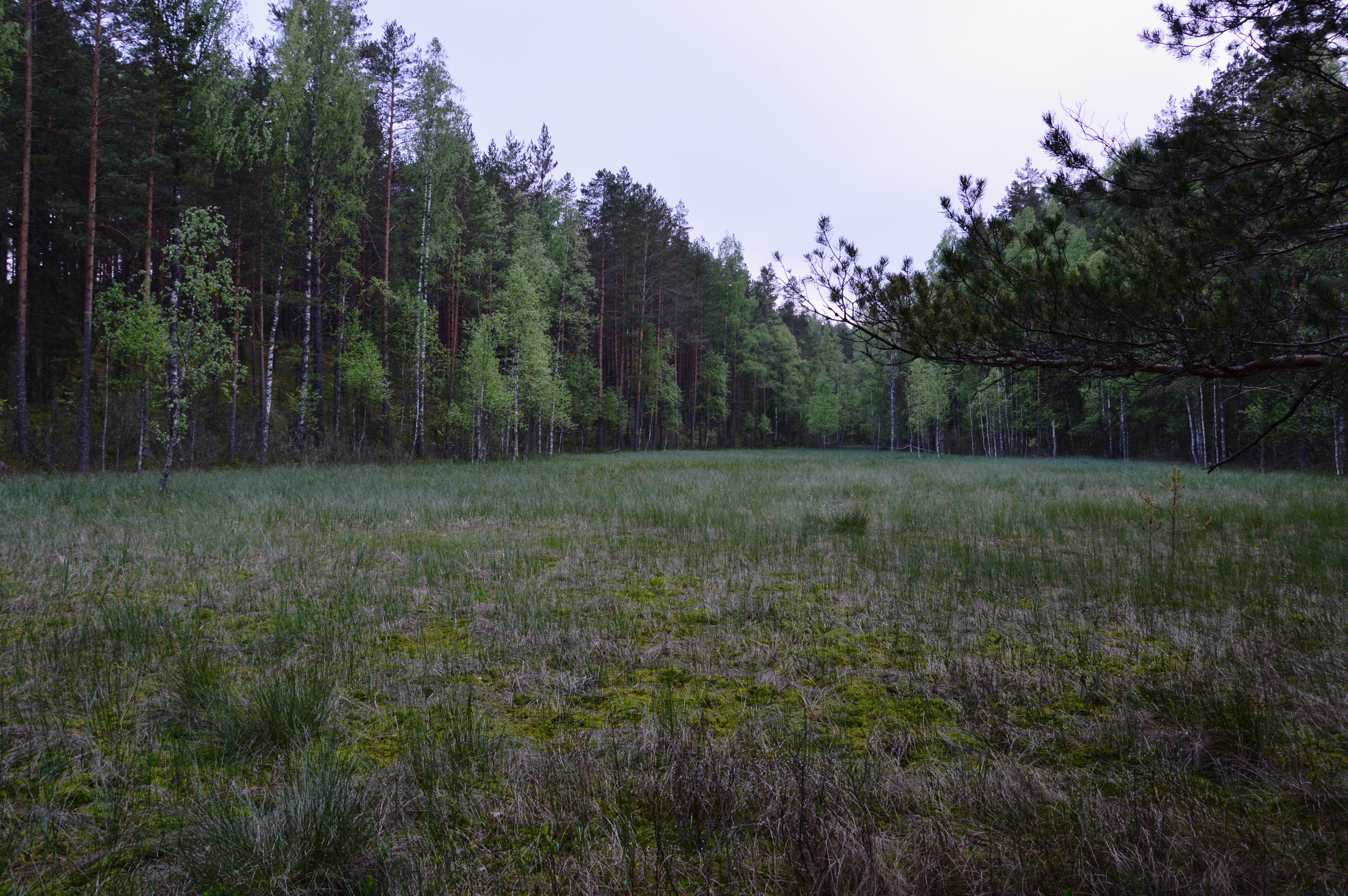
Район Болото Мустйие
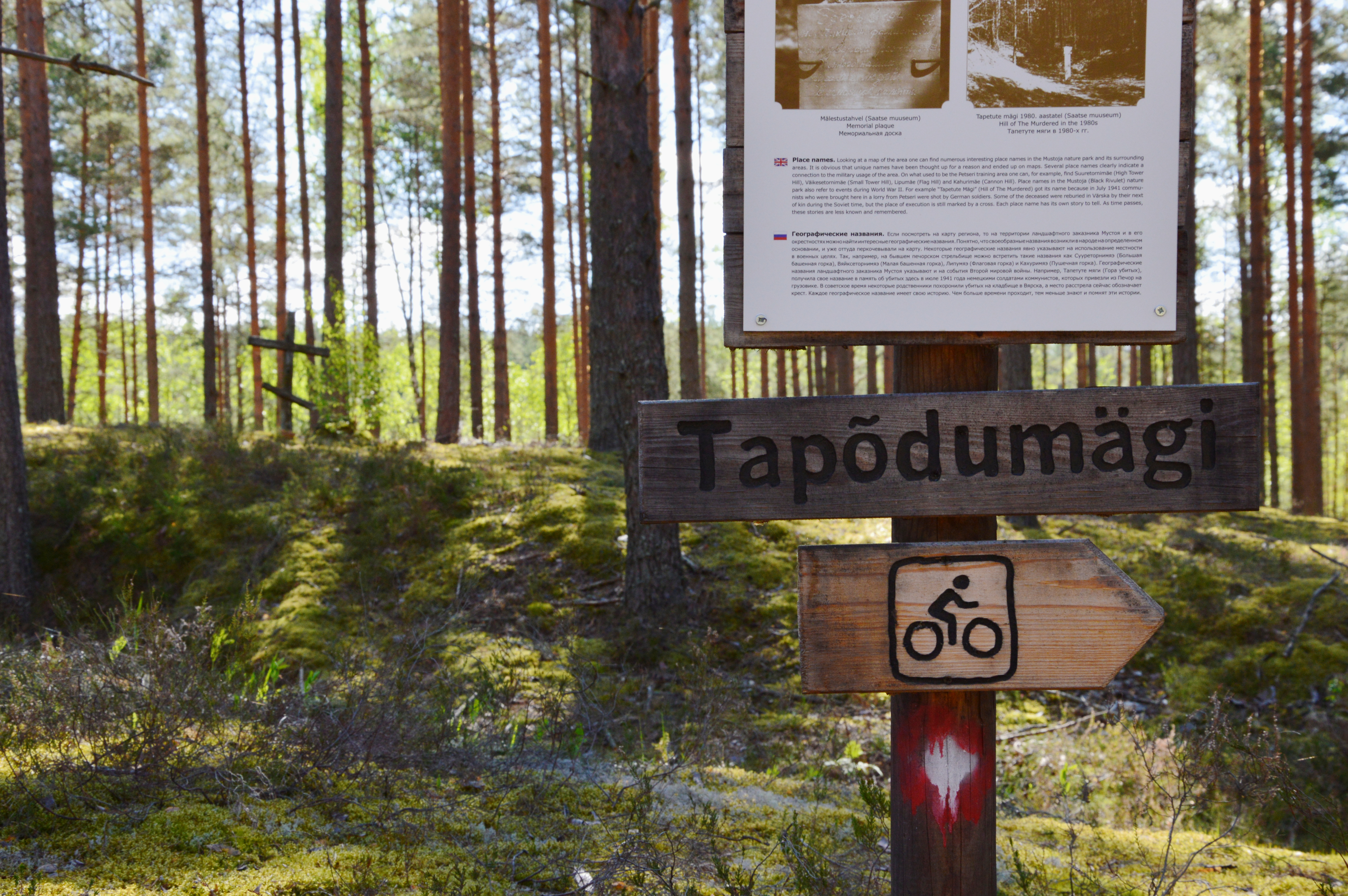
Пагорб Убитих
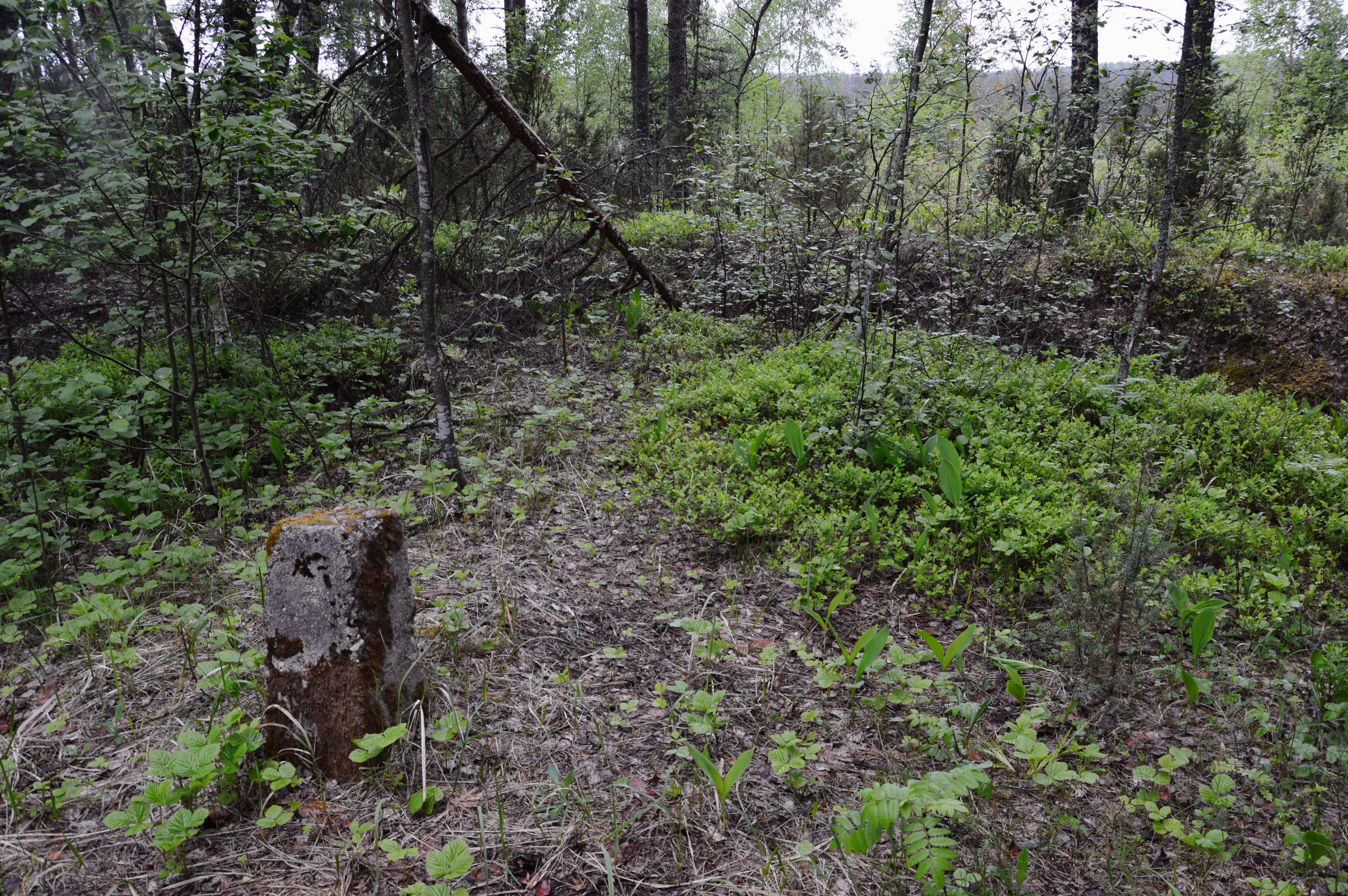

## Зовнішні посилання
- Eesti Looduse Infosüsteemis. Mustoja maastikukaitseala. Keskkonnainfo.
- Aita Neemre. Mustoja maastikukaitseala – põnev kant Põlvamaa kagusopis Eesti Loodus